# جیوسپه تیکوزلی

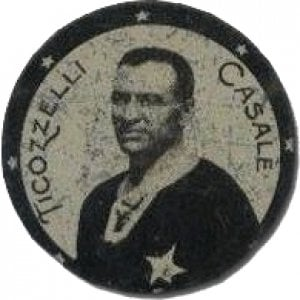
جیوسپه تیکوزلی در سال ۱۹۲۶

جیوسپه تیکوزلی (به ایتالیایی: Giuseppe Ticozzelli) بازیکن فوتبال و اهل ایتالیا است که از سال ۱۹۲۰ میلادی عضو تیم ملی فوتبال ایتالیا بوده و در ۱ بازی ملی حضور داشته‌است. او در بازی‌های ملی‌اش گلی به ثمر نرساند.
جیوسپه تیکوزلی آخرین بازی ملی خود را در سال ۱۹۲۰ میلادی انجام داد.